# Nikolai Avksentiev

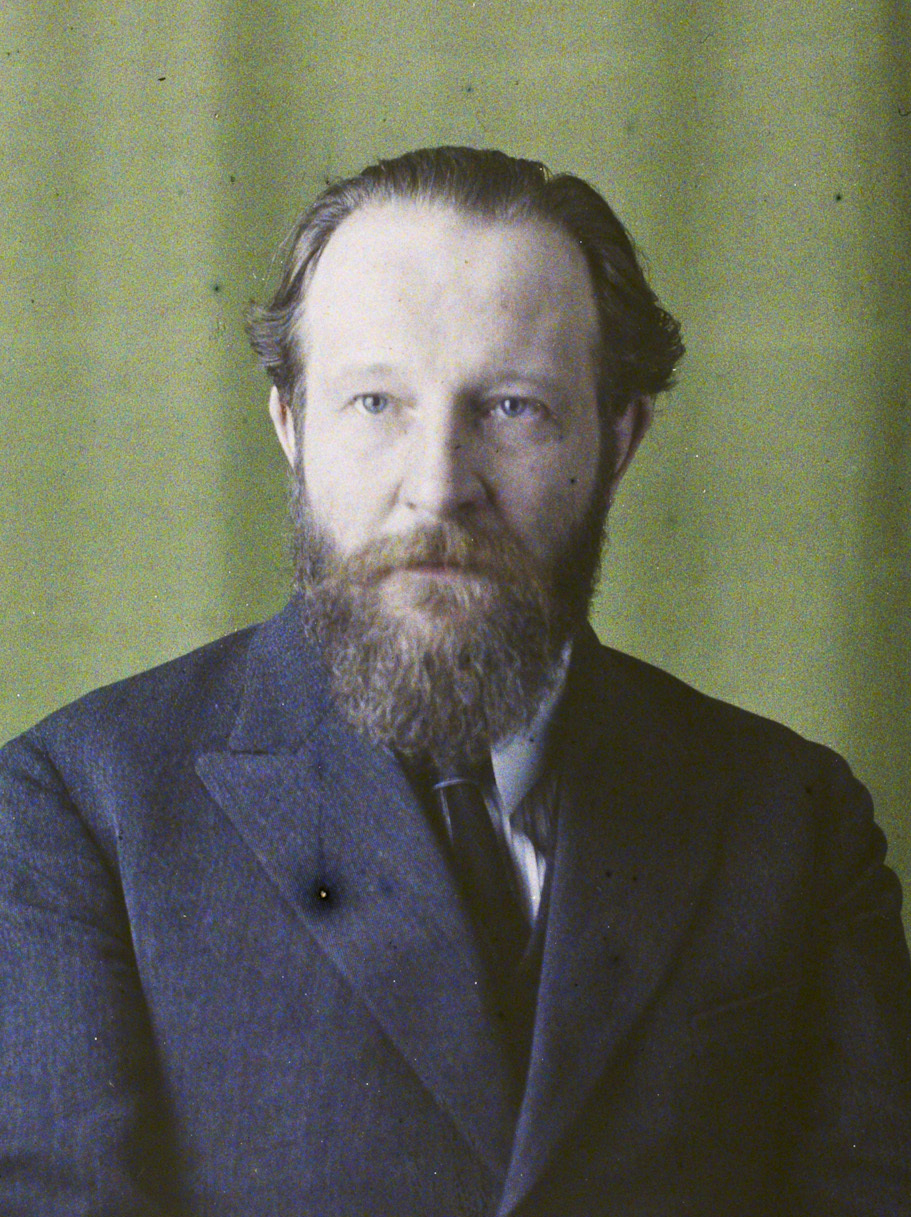
Nikolai em 1921

Nikolái Dmítrievich Avkséntiev (Penza, 16 de novembro de 1878 — Nova Iorque, 4 de março de 1943) foi um proeminente líder do Partido Social-Revolucionário Russo (PSR). Durante o período revolucionário russo de 1917, ele presidiu o Comitê dos Sovietes de Camponeses Executivo Central e serviu como ministro do Interior durante algumas semanas. Opôs-se à Revolução de Outubro, participaram das ações da oposição ao governo bolchevique durante a Guerra Civil Russa até seu exílio forçado no final de 1918.